# イジュティハード
イジュティハード(アラビア語：اجتهاد、ijtihād, DMG方式: iǧtihād)とは、イスラーム法における法律用語の一つで、クルアーンやシャリーア、スンナといった法源の解釈（フィクフ）に基づく具体的な法的決定の際に、十分な権威の確立された先例やイスラーム法学派による伝統的見解に依拠することなく決定者が独自の解釈理論を援用して法的な決定を行うことを指す。
イジュティハードを行う人のことをムジュタヒド(مجتهد, mujtahid, DMG方式: muǧtahid)と呼び、イラーム法学者（ウラマー）がこれを務めることが慣例化している。

## 語源とタクリード
イジュティハードの語源は「（なんらかの）努力をする」を意味するアラビア語の動詞「ジャハダ」（jahada）であり、イジュティハードはジャハダの語根のj-h-dの変化形が名詞化した言葉である。j-t-h-dと 't' が第1語根の後に挿入されているのは、イジュティハードが動詞ジャハダの第八形（強調を伴う再帰形）を元にしているからである。この動詞ジャハダの第八形イジュタヒド（自分自身で奮闘する）に長母音を加えて動名詞とすることによりイジュティハードとなり、字句通りのニュアンスは「自分自身で格闘すること」といった意味の言葉になる。またイジュティハードを行う者を表すムジュタヒドはジャハダの第八形に م (m) を加えて人を表す名詞にしたものである。
「（なんらかの）努力」を意味するジハードも同語源である。イジュティハードの反対、即ち「先例を踏襲して決定を行うこと」は、アラビア語で「模倣」を意味するタクリード(taqlīd)である。

## スンナ派におけるイジュティハード

### ハナフィー法学派の視点--イジュティハードの門は閉じられた
イスラーム草創期、イジュティハードは、一般的に、法の実践という形で用いられており、また、カラーム（kalam、（en:kalam）イスラームにおける思弁神学一般を指す）の哲学に基づいて、宗教の差別なく用いられた。少しずつだが、いくつかの理由のために、実践から用いられなくなった。ガザーリーがもっとも特筆すべき法学者である。

ガザーリーの論理とは、いわゆる「イジュティハードの門は閉じられた」という論理である。この論理は10世紀に端緒がある。この世紀の前後には、主なハディースの収集が完了した。この論理を端的に説明するならば、「今後はすでに確立された法体系とその解釈の伝統を守るべきで、新たな法解釈は認められないという」論理になる。

### ハンバル法学派の視点--イジュティハードの門は閉じられていない
一方、ガザーリーの論理に対して真っ向に反対する論理を提示したのが、ハンバル法学派に所属するイブン・タイミーヤである。イブン・タイミーヤが活躍した舞台はフレグ・ウルスとマムルーク朝が対峙したシリアとエジプトである。イブン・タイミーヤが強調した論理は、シャリーアである。彼自身は、クルアーンとスンナの強調のみでは現実的な問題に対処することが困難であったということを十分に理解していたので、シャリーアが現実的機能を果たすためにも、クルアーンとスンナに現れている法的原則を解釈し応用する必要性を説いた。
イブン・タイミーヤは、法学者などのウラマーの重大な任務を説き、法源としてのクルアーンとスンナを絶対的優位な法体系に認めることで、この原則にのっとったイジュティハードだけが有効なものであるとし、個人によってそれぞれ勝手に独自の判断を認めなかった。
彼の論理は、18世紀のワッハーブ派の運動に大きな影響を与えていく。

## シーア派におけるイジュティハード

### 十二イマーム派
十二イマーム派においてウラマーによるイジュティハードを基礎付けるために用いられた弁証法は以下のようなものであった。まず、アッラーフは全知全能であり、アッラーフのみが一身専属権として有する立法権を用いて人類のために法を作り、人類にその法を伝えるために預言者を指名し、更にその法について人類を正しく導くイマームを指名した、と説いた。その上で、預言者(ムハンマド)も過去のイマームも神の業の全てを知り尽くして言葉に残したわけではなく、また現在のイマームであるムハンマド･アル･マフディーはお隠れになっている、とした。このような認識を前提として、ゆえにウラマーはアッラーフが作られた法律をクルアーンとハディースから特別な方法を用いて探す義務を追っており、これがウラマーによるイジュティハードの目的である、と彼らは結論した。この論理により、十二イマーム派はイジュティハードを一種の法発見の過程と位置付け、法創造であるとの批判を否定したと言われている。

## 現代におけるイジュティハード

### エジプト
19世紀後半に活躍したイスラーム改革思想家であるアフガーニーの思想--すなわち、イスラーム世界の統一を目指すパン･イスラーム主義とイスラームの伝統的な精神への回帰である--を発展させ、今日にいたるまで法解釈に大きな影響を与えているのが、エジプト出身のウラマーで、後にエジプトの大ムフティー職につくことになるムハンマド・アブドゥフ（アブドゥ）である。
19世紀に入り、西洋の文化が急激にイスラーム社会に流入していくなかで、イスラームの成立時には存在しなかった諸事象に対して適法か不適法かの判断を下す必要が出てきた。この際、新たな諸事象をいたずらに不適法にするのではなく、これまでの法源に基づきつつも、法学者が自ら判断して柔軟な法解釈を行うことで西洋の文化もイスラームに調和した形で受容することができるとしたのがアフガーニーやアブドゥフの思想であり、この自己判断による柔軟な法解釈、すなわちイジュティハードを行うことこそがイスラーム成立当時の精神に立ち返るのに必要な行動であるとした。
このような、柔軟な法解釈こそが原点回帰を生むという視点は、アフガーニーやアブドゥフが活躍した時代よりも後に成立したエジプトの政治団体であるムスリム同胞団などにも影響を与えている。
1973年にムスリム同胞団第3代団長に就任したティルムサーニーは著書『イスラームと宗教的統治』において、｢理想を実現する手段を決定的に欠いていたとはいえ、イジュティハードの資格を持つムジタヒドを国家元首にいただくイスラーム国家の建設を希求するという点であり、硬直したシャリーアの運用を打破し、時代の要請に応じた新たなシャリーア解釈を生み出すためにはそうした統治が不可欠であるという視点を提示した。
ただ、重要視しなければならないのは、ティルムサーニーは、｢イジュティハードは、法源に関する知識、ハディースの内容に関する知識など15項目以上に及ぶ条件を満たせば可能とされる｣と述べるなど、必ずしも、イジュティハードの積極的行使は認めていない点である。

### イラン
シーア派の国家であるイランにおいては、イジュティハードは、「ヴェラーヤテ・ファギーフ」（法学者の統治）という法論理に収斂されることになる。
ヴェラーヤテ･ファギーフ論とは第12代イマームがお隠れになった後に誰が宗教共同体(ウンマ)を率いるかという問題に直面したシーア派ウンマが生み出した法論理であり、その端緒は、ウラマーによる司法権限の代行、ウラマーによる宗教税の徴収と配分権の保有であり、現代では、政治面まで拡大している。
一定以上のウラマーにイジュティハードが与えられ、このような学者のことをムジタヒドと呼ばれる。ムジュタヒドの中での最高権威がマルジャエ・タクリードと呼ばれ、イスラーム法の解釈権を持たないものはムカッリド(模倣するもの)と見なされ、ムジュタヒドに従うことが求められる。ただし『模倣』（タクリード）とは『盲従』（タアッボド）とは違い、理性による批判精神を捨てるよう求めるものではない。よってタクリードとはイスラーム法の専門家の権威を認めることであって、具体的にその学説を受け入れるかどうかは信者個人にゆだねられるという説もある。

### 非イスラーム世界
非イスラーム世界に居住するムスリムは、イスラーム法よりもむしろその国の世俗的な法律にしたがうようになる。この文脈では、イジュティハードは、主に、理論的･観念的な運用になる。
保守的なムスリムが言うには、｢大多数のムスリムは、イジュティハードへと導く法源の勉強を受けていない｣ということである。彼らはまた、｢その役割は、伝統的に、学者のもとで何年者の間、勉強をしてきたものにだけにイジュティハードを行使する役割を持っている｣と述べる。しかしながら、リベラルなイスラームでは、どんなムスリムであったとしても、イスラームは、聖職者のヒエラルキーや官僚組織を一般には受け入れていないという観点から、イジュティハードを行使することができると主張する。
2004年3月19日、ワシントンで、全米平和協会(en:U.S. Institute of Peace)が招待する形でイジュティハードに関する会議が開催された。

## 参考項目
- リベラルなイスラーム
- フィクフ
- イジュマー
- キヤース
- クルアーン主義
- ハディース批判